# 工藤篤子
工藤 篤子（くどう あつこ）は、日本のゴスペルシンガー、伝道師。北海道岩見沢市出身。札幌大谷短期大学終了、同短大声楽専攻課程、研究課程修了。1983年マドリッド国立高等声楽院に留学、1987年ドイツ・ハンブルクに移住、2018年日本に帰国。「工藤篤子ワーシップ・ミニストリーズ」代表。

## 来歴
札幌東高等学校時代、友人に誘われ合唱部に入部。1979年札幌大谷短期大学を卒業し、1983年マドリッド高等声楽院 (Escuela Superior de Canto de Madrid) に留学。1987年、マドリッド高等声楽院を中退し、北ドイツのハンブルクに赴き、開拓伝道を開始する。1993年、ハンブルク自由福音教会 (Freie Gemeinde evangelischer Christen) の伝道師に就任。同時にオラトリオのソリスト、スペイン歌曲のスペシャリストとして、ヨーロッパ各地の国際フェスティバルに招かれ活躍した。2000年、同教会伝道師を辞任し、賛美伝道団体「工藤篤子音楽ミニストリーズ」を設立。以後、ハンブルクを拠点にスペイン歌曲のスペシャリストとして世界各地で伝道コンサート、チャリティコンサート、賛美セミナー活動を展開している。

## 受賞
- 1987年　スペイン・ヤマハコンクール一位
- 1987年　スペイン ONCEコンクール二位

## CD
- Come To Me
- 神だけが
- 讃美
- カンシオン
- ほんとうの願い
- よき力に守られて
- 主よ人の望みの喜びよ

## 著書
- 賛美のこころ－主のみ顔を仰ぎつつ